# Vision Earth
Vision Earth is een studioalbum van de Brit Steve Jolliffe. Jolliffe zat dan wel zonder platencontract, hij mocht wel de muziek schrijven bij een BBC-documentaire Vision Earth. Het album bestaat uit één lange track van circa 55:22 die een afwisseling laat horen tussen ambient en muziek uit de Berlijnse School. Jolliffe bespeelde allerlei synthesizers op het album. Het album is alleen leverbaar op cd-r, bij Jolliffe was ook de documentaire te koop op dvd (2012).